# Carolina Ferni
Carolina Ferni (Como, Llombardia, Itàlia, 20 d'agost de 1846 - Milà, 4 de juny de 1926) fou una violinista i soprano italiana.
Ferni va començar la carrera de violinista a París i Brussel·les, i posteriorment va estudiar cant amb la famosa soprano Giuditta Pasta. Juntament amb la seva germana Virginia (1837-1926), també violinista i cantant, va realitzar gires de concerts per Itàlia, França i Suïssa. El seu debut escènic com a soprano va tenir lloc a Torí, com a Leonora a La favorita, el 1862.
Ferni va cantar a la Scala de Milà entre 1866 i 1868 com a Leonora i Norma, entre altres papers. En el seu repertori destaquen també Selika (que va cantar a Bolonya en l'estrena italià de L'africana), i Saffo. A l'òpera Il Violino del Diavolo, d'Agostino Mercuri, en un paper escrit per a ella, actuava cantant i tocant el violí.
Es va casar amb el conegut baríton verdià Leone Giraldoni (1824-1897). Van tenir un fill, Eugenio Giraldoni (1871-1924), al qual Carolina va ensenyar cant, i que es va convertir també en un conegut baríton, que va crear el paper de Scarpia en l'estrena de Tosca, de Puccini, el 1900. La seva cosina, Teresina Ferni, també fou mezzosoprano.
Ferni es va retirar de l'escena el 1883, i va obrir una escola de cant a Milà, i més tard a Sant Petersburg. Entre els seus alumnes van destacar les sopranos Ludmilla Hellat-Lemba, Eugenia Burzio el tenor Enrico Caruso i els napolitans Franco Tufari i Umberto Giordano. Va morir a Milà el 1926, dos anys després que el seu fill.